# アレクシス・ロリン
ヘルマン・アレクシス・ロリン・フェルナンデス（Germán Alexis Rolín Fernández, 1989年2月7日 - ）は、ウルグアイ・モンテビデオ出身のサッカー選手。CAレンティスタス所属。ポジションはDF（センターバック）。

## 経歴

### クラブ
母国ウルグアイでは、ダヌービオFCを経て名門ナシオナル・モンテビデオのユースに所属。2011年にトップチームデビューを飾ると、わずか1シーズンで注目を集める存在となり、2012年8月にイタリアのカルチョ・カターニアへ移籍した。2015-16シーズンはプリメーラ・ディビシオンのボカ・ジュニアーズに期限付き移籍。
2016年5月26日、リーガ・パラグアージャのオリンピア・アスンシオンに完全移籍することが発表された。翌年1月5日、ナシオナルへ復帰することが決定した。

### 代表
2012年夏、U-23ウルグアイ代表の一員としてロンドンオリンピックに参加し、グループリーグ全3試合に先発出場した。

## タイトル
ナシオナル
- トルネオ・ウルグアージョ : 2010-11, 2011-12

ボカ・ジュニアーズ
- プリメーラ・ディビシオン : 2015
- コパ・アルヘンティーナ : 2014-15